# Йоганн Штраус (батько)
Йо́ганн-Бапти́ст Штра́ус I (нім. Johann Baptist Strauß; нар. 14 березня 1804, Леопольдштадт — пом. 25 вересня 1849, Відень) — австрійський композитор, скрипаль і диригент. Засновник музичної династії Штраусів. Батько композиторів Йоганна Штрауса-молодшого, Йозефа Штрауса та Едуарда Штрауса. Значною мірою завдяки йому Відень став вважатися столицею вальсу.

## Біографія
Народився в передмісті Відня Леопольдштадті. Коли йому виповнилося сім років від гарячки згасла мати, а ще через п'ять років розорився батько, котрий був власником отелю. Невдовзі він потонув у Дунаї, відповідно до однієї з версій це було самогубство через борги. Йоганн почав самостійно брати уроки гри на скрипці. При першій же можливості покинув навчання і розпочав грати по корчмах.
В 1825 році організував власний танцювальний оркестр, з яким здійснив гастролі по Європі, що супроводжувалися великим успіхом. З 1838 року Штраус — диригент придворного бального оркестру у Відні. Штраус був творцем нового типу вальсу, так званого віденського, що отримав широке поширення завдяки ритмічної гнучкості і мелодійної виразності. Є автором понад 250 творів, серед яких вальси, галопи, марші, польки, фантазії. Грі на скрипці навчався у Полишанського, теоретичні предмети вивчав у Ігнаца фон Зейфрида. У ранній юності почав грати у віденському танцювальному оркестрі М. Памера, де познайомився з Йозефом Ланнером: від 1819-го грав на альті у квартеті Ланнера, потім в його оркестрі. В 1825 році організував власний танцювальний оркестр із 14 чоловік, який незабаром завоював широку популярність у столиці. У 1833 році Штраус подвоїв склад оркестру і зробив з ними концертне турне країнами Європи, яке мало великий успіх. З 1835 року Штраус став керівником придворного бального оркестру у Відні.

## Твори

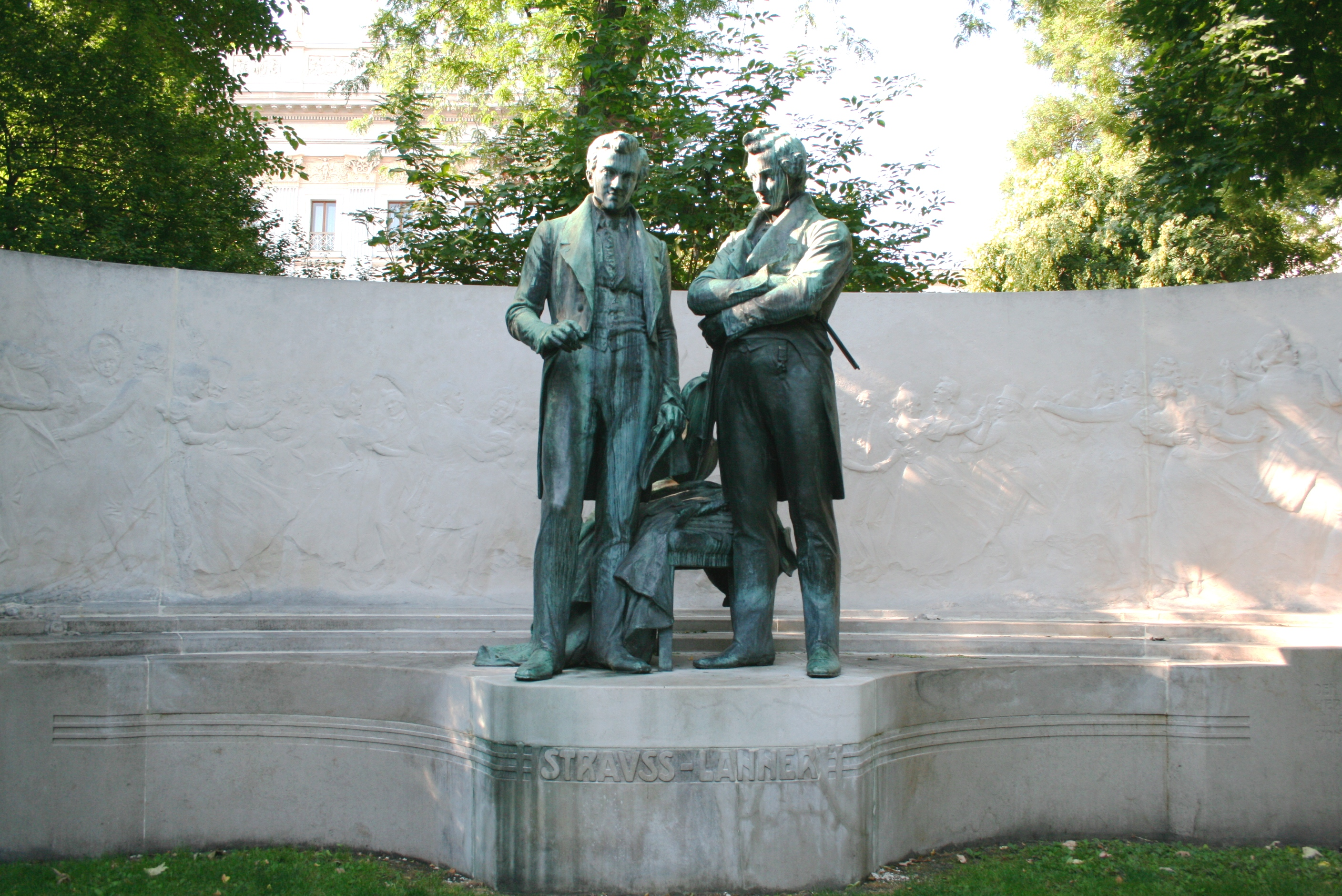
Пам'ятник Штраусу та Ланнеру у Відні

Йоганн створив багато творів танцювальної музики. У 1889 році Штраус молодший видав повне зібрання творів свого батька в 7 томах; у перших 5 томах опубліковані тільки вальси. Зокрема це:

### Марші
- Radetzky-Marsch op. 228 (1848)
- Jelačić-Marsch op. 244

### Кадрилі
- Jubel-Quadrille op. 130 (значно більш відома за маршовим аранжуванням «Marsch der Elisabether»)
- Louisen-Quadrille op. 234

### Польки
- Seufzer-Galopp op. 9
- Chinesischer-Galopp op. 20
- Einzugs-Galopp op. 35
- Sperl-Galopp op. 42
- Fortuna-Galopp op. 69
- Reise-Galopp op. 85
- Ballnacht-Galopp op. 86
- Indianer-Galopp op. 111
- Sperl-Polka op. 133
- Beliebte Annen-Polka op. 137

### Вальси
- Täuberln-Walzer op. 1 (1826)
- Döblinger Reunion-Walzer op. 2 (1826)
- Wiener Carneval op. 3 (1827)
- Kettenbrücken-Walzer op. 4 (1827)
- Gesellschaftwalzer op. 5 (1827)
- Wiener-Launen-Walzer op. 6 (1817)
- Charmant-Walzer op. 31 (1829)
- Benifice-Walzer op. 33 (1830)
- Gute Meinung für die Tanzlust op. 34 (1830)
- Tivoli-Rutsch Walzer op. 39 (1830)